# Лисенко Андрій Віталійович
Андрі́й Віта́лійович Лисенко (1851, с. Жовнине, Чорнобаївський район, Черкаська область — 8 червня 1910, Київ) — український лікар, громадський діяч, молодший брат Миколи Лисенка.

## Життєпис
Народився в селі Жовнине, Чорнобаївського району, Черкаської області в родині дворянина Віталія Романовича Лисенка, полковника Орденського кірасирського полку Батько був високоосвіченою людиною, удома розмовляв українською.
Мати, Ольга Єреміївна, походила з полтавського поміщицького роду Луценків та з козацького роду Булюбашів. Освіту здобула у Петербурзькому Смольному інституті шляхетних дівчат, розмовляла майже винятково французькою і примушувала до цього всіх членів родини.
Походив з козацько-старшинського роду Лисенків. Як одного з засновників роду історичні документи засвідчують Якова Лисенка (1-а половина XVII століття, брав активну участь у визвольній війні). Іван, син Якова, — відомий військовий і політичний діяч 2-ї половини XVII століття, був Чернігівським, пізніше Переяславським полковником, згодом — наказним гетьманом; 1695 року брав участь в Азовських походах. Його син Федір (прапрадід Андрія Віталійовича) з 1741 року був генеральним суддею.
1876 — завершив медичний факультет Київського університету.
Як доброволець брав участь у війні Сербії проти турків (1876) та у російсько-турецькій війні 1877—1878 рр.
Був зарахований молодшим лікарем на один із військових кораблів Балтійського флоту. Через два роки вже служив судновим лікарем 2-го Чорноморського флотського екіпажу. Плавав на кораблях «Тамань», «Буг», «Петербург», на шхуні «Саун-Су» та інших. Здійснив не одне далеке плавання, бував у багатьох країнах світу.
Був відзначений багатьма нагородами, серед них: орден Святої Анни 3-го ступеня, сербський Хрест за особливі заслуги, бронзова медаль в пам'ять про російсько-турецьку війну 1877—1878 років, нагрудний знак Червоного Хреста, встановлений 1879 року.
1884 — за станом здоров'я був звільнений з флоту і виїхав з Миколаєва, де працював ординатором морського шпиталю, перебрався на вузлову станцію Знам'янка (разом із родиною: дружиною Оленою Миколаївною, синами та донькою Наталією). Завідував тут місцевою залізничною лікарнею.
Член РСДРП з 1905.
У жовтні 1905 на Харківсько-Миколаївській залізниці почався страйк. На ранок 10 жовтня рух поїздів через Знам'янку припинився: на роботу не вийшли телеграфісти і конторські робітники, до них примкнули і паровозники. Страйковий комітет залізничників у Знам'янці очолював Андрій Лисенко. Після оприлюднення відомого царського маніфесту від 17 жовтня 1905 року рух потягів через станцію Знам'янка відновився 24 жовтня. 27 грудня 1905 на квартиру Андрія Лисенка прийшли з обшуком. Знайшли 6 упаковок набоїв. Того ж дня хворого Лисенка оглянула медична комісія. Висновок комісії: хвороба невиліковна, до роботи не придатний, утримувати себе не може. 29 грудня 1905 (11 січня 1906) був заарештований і висланий до В'ятки. У В'ятці написав на ім'я міністра внутрішніх справ прохання про дозвіл виїхати на лікування за кордон. За допомогою старшого брата М. В. Лисенка йому це вдалося. Деякий час жив у Швейцарії, де написав спогади «Між добровольцями 1876 року» та драму «Заспокоїлось» (про події 1905 року).
Ранньої весни 1910 року А. В. Лисенко повернувся в Україну. Спершу зупинився у Львові, потім у Києві. Хворого Андрія Лисенка старший брат влаштував у Святошинську спеціалізовану лікарню, де той і помер.
З 2 грудня 1983 Знам'янська об'єднана відділкова лікарня (з нагоди 100-річчя її заснування) носить ім'я Андрія Віталійовича Лисенка.